# Centralny Zarząd Gazownictwa
Centralny Zarząd Gazownictwa – jednostka organizacyjna Ministra Górnictwa i Energetyki, powołana w celu prowadzenia jako przedsiębiorstwo państwowe, nadzoru i kontroli nad zakładami gazowniczymi, w ramach narodowych planów gospodarczych, działając na zasadzie rozrachunku gospodarczego.

## Działalność
Na podstawie zarządzenia Ministra Górnictwa i Energetyki z 1950 r. w sprawie utworzenia przedsiębiorstwa państwowego pod nazwą: „Centralny Zarząd Gazownictwa” ustanowiono Zarząd. Powołanie Zarządu pozostawało w związku z dekretem z 1947 r. o tworzeniu przedsiębiorstw państwowych.
Nadzór państwowy nad Zarządem sprawował Minister Górnictwa i Energetyki.
Przedmiotem działania Zarządu koordynowanie, nadzorowanie, kontrolowanie oraz ogólne kierownictwo działalności przedsiębiorstw państwowych – zakłady gazownicze, funkcjonujące jako wyodrębnione przedsiębiorstwa państwowe.
Na podstawie uchwały Prezydium Rządu z 1952 r. w sprawie zasad użytkowania gazu w gospodarczo uzasadnionych przypadkach gazy mocne mogły być używane:
- w przemyśle – jako paliwo (do gorącej obróbki plastycznej, do wzbogacania gazów słabych, do opalania pieców martenowskich);
- jako środek napędowy;
- w przemyśle chemicznym – jako surowiec;
- w przemyśle naftowym – do odbudowy ciśnienia złóż ropy.

Organem zarządzającym Zarządu była dyrekcja, powoływana i zwalniana przez Ministra Górnictwa i Energetyki, składająca się z dyrektora naczelnego, reprezentującego dyrekcję samodzielnie oraz z podlegających dyrektorowi trzech dyrektorów.
Do ważności zobowiązań zaciągniętych przez Zarząd, wymagane było współdziałanie zgodnie z uprawieniami:
- dwóch członków dyrekcji,
- jednego członka dyrekcji łącznie z pełnomocnikiem handlowych,
- dwóch pełnomocników handlowych łącznie w granicach ich pełnomocnictw.

Dyrekcja przedsiębiorstw reprezentowała przedsiębiorstwo wobec osób trzecich, władz i urzędów.
Przy Zarządzie powołana była Rada Nadzoru Społecznego, która była niezależnym organem nadzoru, kontroli i opiniodawczym, podlegająca w swej działalności nadzorowi Prezydium Krajowej Rady Narodowej.

### Wykaz przedsiębiorstw nadzorowanych przez Zarząd
- Zakłady Gazownictwa Okręgu Warszawskiego – przedsiębiorstwo państwowe wyodrębnione – z siedzibą w Warszawie[1];
- Zakłady Gazownictwa Okręgu Gdańskiego – przedsiębiorstwo państwowe wyodrębnione – z siedzibą w Gdańsku;
- Zakłady Gazownictwa Okręgu Toruńskiego – przedsiębiorstwo państwowe wyodrębnione – z siedzibą w Toruniu;
- Zakłady Gazownictwa Okręgu Szczecińskiego – przedsiębiorstwo państwowe wyodrębnione – z siedzibą w Szczecinie;
- Zakłady Gazownictwa Okręgu Poznańskiego – przedsiębiorstwo państwowe wyodrębnione – z siedzibą w Poznaniu;
- Zakłady Gazownictwa Okręgu Wrocławskiego – przedsiębiorstwo państwowe wyodrębnione – z siedzibą we Wrocławiu;
- Zakłady Gazownictwa Okręgu Zabrzańskiego – przedsiębiorstwo państwowe wyodrębnione – z siedzibą w Zabrzu;
- Zakłady Gazownictwa Okręgu Tarnowskiego – przedsiębiorstwo państwowe wyodrębnione – z siedzibą w Tarnowie;
- Budownictwo Urządzeń Gazowniczych „Gazobudowa” – przedsiębiorstwo państwowe wyodrębnione – z siedzibą w Bytomiu.